# Дубовка (Казахстан)
Ду́бовка (каз. Дубовка) — село у складі Абайського району Карагандинської області Казахстану. Адміністративний центр та єдиний населений пункт Дубовського сільського округу.
Населення — 3702 особи (2021; 3993 у 2009, 3796 у 1999, 4601 у 1989).
Національний склад станом на 1989 рік:
- росіяни — 46 %;
- німці — 21 %.